# Gmina Skierbieszów
Die Gmina Skierbieszów [skʲɛrˈbʲɛʃuf] ist eine Landgemeinde im Powiat Zamojski der Woiwodschaft Lublin in Polen. Ihr Sitz ist das gleichnamige Dorf mit etwa 1300 Einwohnern.

## Geographie
Die Gemeinde liegt etwa 70 km südöstlich von Lublin. Ein Gewässer ist die Wolica, ein Nebenfluss des Wieprz.

## Geschichte
Von 1975 bis 1988 gehörte die Landgemeinde zur Woiwodschaft Zamość.

## Gliederung
Zur Landgemeinde Skierbieszów gehören die Schulzenämter: Breczówka, Dąbrowa, Dębowiec, Dębowiec Kol., Dulnik, Ewusin, Hajowniki, Huszczka Duża, Huszczka Mała, Iłowiec, Kalinówka, Kąty, Kowalszczyzna, Kucze, Łaziska, Łaziska Kol., Majdan Skierbieszowski, Majdan Żukowski, Majdanek, Manin, Marcinówka, Nowa Lipina, Osiczyna, Ostrówek, Podhuszczka, Podwysokie, 
Popławy, Popówka, Reforma, Sady, Skierbieszów, Skierbieszów Kol., Sławęcin, Stara Lipina, Suchodębie, Sulmice, Szorcówka, Ulendry, Wiszenki, Wiszenki Kol., Wysokie I, Wysokie II, Zabytów, Zagóra, Zawoda und Zrąb Kol.